# Ontario Reign
Gli Ontario Reign sono una squadra di hockey su ghiaccio dell'American Hockey League con sede nella città di Ontario, nello stato della California. Nati nel 2015 sono affiliati ai Los Angeles Kings, squadra della National Hockey League, e disputano i loro incontri casalinghi presso il Toyota Arena.

## Storia
Gli Ontario Reign sono nati in seguito al trasferimento dei Manchester Monarchs nel processo voluto dalla AHL per creare dalla stagione 2015-2016 una Pacific Division con cinque formazioni provenienti dalla California. Nella città di Ontario era già presente una formazione omonima che ha esordito nel 2008 in ECHL e che nel 2015 si trasferì proprio a Manchester nel New Hampshire per ricreare i Manchester Monarchs.
Il 29 gennaio 2015 i Los Angeles Kings annunciarono ufficialmente il trasferimento dei Manchester Monarchs a Ontario. La nuova formazione mantenne il vecchio soprannome Reign ma furono cambiati il logo e i colori sociali in modo da renderli più simile ai Los Angeles Kings.

### Affiliazioni
Nel corso della loro storia gli Ontario Reign sono stati affiliati alle seguenti franchigie della National Hockey League:
- Los Angeles Kings: (2015-)

## Record stagione per stagione
| Stagione      | Division | Gare | V  | S  | OTL | SOL | Punti | GF  | GS  | Piazzamento | Play-off                                                                                      |
| ------------- | -------- | ---- | -- | -- | --- | --- | ----- | --- | --- | ----------- | --------------------------------------------------------------------------------------------- |
| Ontario Reign |          |      |    |    |     |     |       |     |     |             |                                                                                               |
| 2015-16       | Pacific  | 76   | 44 | 19 | 4   | 1   | 93    | 192 | 138 | 1°          | vince 1º turno (San Jose) 3-1 vince 2º turno (San Diego) 4-1 perde semifinali (Lake Erie) 0-4 |

## Palmarès

### Premi di squadra
- John D. Chick Trophy: 1

2015-2016
- Norman R. "Bud" Poile Trophy: 1

2015-2016

### Premi individuali
- Aldege "Baz" Bastien Memorial Award: 1

Peter Budaj: 2015-2016
- Harry "Hap" Holmes Memorial Award: 1

Peter Budaj: 2015-2016